# Jason Donovan
Jason Sean Donovan (Malvern, Melbourne, 1 de junho de 1968) é um cantor, compositor e ator australiano.

## Biografia
Filho do ator Terence Donovan e da jornalista Sue McIntosh, Jason, que tem ascendências inglesa e irlandesa, iniciou a carreira artística em 1980, na série Skyways. Interpretava o irmão da personagem Robin, interpretada por Kylie Minogue.
Participou também na série “Neighbours”, em 1986, o programa de maior audiência, exibido em seu país de origem e na Inglaterra. Foi convidado para gravar com o trio de produtores Stock Aitken Waterman, responsável pelo sucesso da sua colega Kylie Minogue.
"Nothing Can Divide Us" foi o seu primeiro single. Depois, gravou com Kylie “Especially for You”, que alcançou o primeiro lugar da Austrália e da Inglaterra no final do ano. A música integrou, no Brasil, a trilha sonora internacional da novela Que Rei Sou Eu?, como tema dos personagens Madeleine (Marieta Severo) e Bergeron (Daniel Filho).
Em 1989, repete o primeiro lugar com o álbum "Ten Good Reasons" e com os singles "Too Many Broken Hearts" e "Sealed with a Kiss", seu maior sucesso como intérprete. Esta última foi incluída na trilha internacional de Gente Fina (1990), sendo o tema do personagem Gil Vicente, interpretado por Marcos Breda.
No ano seguinte, lançou o álbum "Between The Lines". Também participou no musical "Joseph and the Amazing Technicolor Dreamcoat", de Andrew Lloyd Webber. Em 2008, após 13 anos sem lançar um novo álbum, volta ao cenário musical com "Let It Be Me".
Seu último trabalho, "Sign of Your Love", foi lançado em 2012 pela gravadora Polydor.
Em 2010, descobre-se que o cantor é descendente do militar inglês William Cox, que construiu a primeira estrada sobre as Montanhas Azuis da Austrália, em 1814. Jason confirmou que possui ascendência judaica por parte de sua bisavó materna.

## Discografia

### Singles
| Ano  | Single                                     | UK  | Alemanha Chart peak | Irlanda Chart peak | AUS |
| ---- | ------------------------------------------ | --- | ------------------- | ------------------ | --- |
| 1988 | "Nothing Can Divide Us"                    | 5   |                     | 3                  | 3   |
| 1988 | "Especially for You" (com Kylie Minogue)   | 1   | 10                  | 1                  | 2   |
| 1989 | "Too Many Broken Hearts"                   | 1   | 16                  | 1                  | 7   |
| 1989 | "Sealed With a Kiss"                       | 1   | 4                   | 1                  | 8   |
| 1989 | "Every Day (I Love You More)"              | 2   | 19                  | 1                  | 43  |
| 1989 | "When You Come Back to Me"                 | 2   | 36                  | 1                  | 40  |
| 1990 | "Hang On to Your Love"                     | 8   | 51                  | 3                  |     |
| 1990 | "Another Night"                            | 18  | 52                  | 6                  |     |
| 1990 | "Rhythm of the Rain"                       | 9   | 38                  | 6                  | 44  |
| 1990 | "I'm Doin' Fine"                           | 22  | 60                  | 9                  |     |
| 1991 | "R.S.V.P."                                 | 17  | 66                  | 8                  | 97  |
| 1991 | "Any Dream Will Do"                        | 1   | 55                  | 1                  | 92  |
| 1991 | "Happy Together"                           | 10  | 53                  | 6                  |     |
| 1991 | "Joseph Megamix"                           | 13  |                     |                    |     |
| 1992 | "Mission of Love"                          | 26  |                     |                    |     |
| 1992 | "As Time Goes By"                          | 26  |                     |                    |     |
| 1993 | "All Around the World"                     | 41  |                     |                    |     |
| 2007 | "Share My World"                           | 118 |                     |                    |     |
| 2008 | "Dreamboats and Petticoats" / "Be My Baby" | -   |                     |                    |     |

### Álbuns
| Ano  | Álbum                                          |
| ---- | ---------------------------------------------- |
| 1989 | "Ten Good Reasons"                             |
| 1990 | "Between the Lines"                            |
| 1991 | "Joseph and the Amazing Technicolor Dreamcoat" |
| 1991 | "Greatest Hits"                                |
| 1993 | "All Around the World"                         |
| 1998 | "The Rocky Horror Show"                        |
| 2006 | "Greatest Hits"                                |
| 2008 | "Let It Be Me"                                 |
| 2010 | "Soundtrack Of The 80s"                        |
| 2012 | "Sign of Your Love"                            |